# Variazioni Enigma
Le Variazioni su un tema originale, op. 36, comunemente dette Variazioni Enigma (Enigma Variations), sono un'opera musicale per orchestra scritta da Edward Elgar tra il 1898 e il 1899 e composta dal tema principale e dalle sue quattordici variazioni. Elgar scrisse ogni variazione traendo ispirazione e dedicandola ad uno dei suoi familiari o amici: "to my friends pictured within" (ai miei amici qui rappresentati).

## Storia
Si racconta che il tema fosse nato casualmente al pianoforte nel 1898, dopo una lunga giornata di lezioni. La melodia catturò l'attenzione della moglie Caroline, che gli chiese di ripeterla: Elgar iniziò ad improvvisare variando la melodia in modo da raffigurare in musica i suoi amici, oppure seguendo lo stile musicale da loro usato.
Le variazioni vennero poi riscritte per l'orchestra, e il 19 giugno 1899 messe in concerto per la prima volta, dirette dal maestro Hans Richter, alla St James's Hall di Londra.

### L'enigma
Il titolo successivamente dato all'opera si riferisce, in realtà, a due misteri distinti. Il primo era volto a determinare a chi fosse dedicata ogni variazione, sfruttando anche alcune note del compositore stesso in accompagnamento all'opera. Possiamo dire che il mistero è stato completamente risolto, a meno di grossolani errori.
Il secondo enigma riguarda invece il tema musicale dell'opera: alla prima esecuzione, Elgar scrisse "L'enigma resterà un enigma" rivelando la presenza di un altro tema guida "più ampio e che percorre tutto il lavoro, senza essere mai suonato per intero: come in alcune pieces teatrali, il personaggio principale non è mai in scena". Ci sono state quindi le più disparate interpretazioni: alcuni riconoscono la melodia dell'inno nazionale britannico, God Save the Queen o di Rule, Britannia!, altri Auld Lang Syne in tonalità minore, altri ancora la sinfonia "Praga" di Mozart; un ingegnere chimico formulò poi nel 2007 un'altra teoria, secondo la quale il tema sia la trasposizione musicale del pi greco. Una discreta somiglianza vi è, in alcuni punti, con il celebre Intermezzo della Cavalleria rusticana di Mascagni; in effetti, Cavalleria rusticana andò in scena per la prima volta nel 1890, mentre Elgar scrisse le Variazioni Enigma circa otto anni dopo, quando l'eco del successo di Mascagni era ancora notevole (nel dicembre 1893 Cavalleria rusticana fu rappresentata anche al Metropolitan Opera House di New York). Un'altra leggenda narra di un messaggio d'amore criptato tra i pentagrammi in onore di sua moglie a tutt'oggi ancora indecifrato.

## Musica
La composizione fu scritta per un'orchestra composta da: archi, 2 flauti (in alcune parti uno è sostituito dall'ottavino), 2 oboi, 2 clarinetti, 2 fagotti, controfagotto, 4 corni, 3 trombe, 3 tromboni, tuba, timpani, rullante, triangolo, grancassa, piatti, organo (ad lib).

L'opera consiste nel tema principale, seguito da 14 variazioni, che differiscono dal tema per melodia, armonia e ritmo; l'ultima variazione costituisce il gran finale.
Sugli spartiti ogni variazione è introdotta da un nomignolo o da iniziali, riferite al dedicatario della sezione.

### Tema
Il tema consiste in due melodie contrastanti, di cui la prima costituisce quello principale:
Il tema principale è eseguito all'inizio dai primi violini, quindi è ripetuto con un accompagnamento leggermente diverso, dopo che la seconda melodia è stata introdotta dai legni.
Il tema conduce alla prima variazione senza alcuna pausa.

#### Variazione 1 - C.A.E.(L'istesso tempo)
Dedicata a Caroline Alice Elgar, sua moglie da qualche mese. Nella variazione sono ripetute le quattro note che Elgar era solito fischiettare al rientro a casa, qualcosa che ricordasse "Cara, sono a casa".

#### Variazione 2 - H.D.S.-P.(Allegro)
Dedicata a Hew David Steuart-Powell, pianista dilettante, con il quale Elgar e Basil Nevinson erano soliti suonare musica da camera. Il brano è rapido, ternario e in stile di toccata.

#### Variazione 3 - R.B.T.(Allegretto)
Dedicata a Richard Baxter Townshend, anziano attore e mimo dilettante, capace di grandi variazioni del suo tono di voce, caratteristica esaltata nel brano, quasi una mazurka.

#### Variazione 4 - W.M.B.(Allegro molto)
Dedicata a William Meath Baker, vicino di casa dai modi bruschi ed energici. Questa è la più breve tra le variazioni.

#### Variazione 5 - R.P.A.(Moderato)
Dedicata a Richard Penrose Arnold, pianista dilettante e figlio del poeta Matthew Arnold. La variazione in do minore, seriosa e intervallata da motti umoristici, conduce nella seguente senza alcuna pausa.

#### Variazione 6 - Ysobel(Andantino)
Dedicata a Isabel Fitton, violista allieva di Elgar. La melodia della variazione, elegiaca e trepidante, è appunto suonata da una viola.

#### Variazione 7 - Troyte(Presto)
Dedicata a Arthur Troyte Griffiths, un architetto di cui sono rappresentati i tentativi, entusiasti ma vani e sconsolanti, di imparare a suonare il pianoforte.

#### Variazione 8 - W.N.(Allegretto)
Dedicata a Winifred Norbury, amica di famiglia dal carattere accomodante, descritto nella variazione nella tranquilla tonalità di sol maggiore. Alla fine della variazione una singola nota di violino introduce a quella, ben nota, successiva.

#### Variazione 9 - Nimrod(Adagio)
Dedicata a August Johannes Jaeger, il migliore amico di Elgar. La melodia sembra rappresentare una passeggiata notturna durante la quale i due discutono dei movimenti lenti di Ludwig van Beethoven; le prime otto battute infatti ricordano, e si dice rappresentino, l'inizio del secondo movimento dell'ottava Sonata per pianoforte "Patetica". La variazione è diventata famosa singolarmente e viene usata in cerimonie e altre occasioni solenni, tra cui la "Domenica del Ricordo" (Remembrance Sunday) a Londra, al Cenotafio.

#### Variazione 10 - Dorabella(Intermezzo: allegretto)
Dedicata a Dora Mary Penny Powell, amica di cui i legni rappresentano la balbuzie (o secondo altri la risata) in una variazione frivola e che ricorda lo stile di Čajkovskij. Dora era la nipote di William Meath Baker, dedicatario della quarta variazione, e cognata di Richard Baxter Townsend, ispirazione per la terza. A lei è dedicata un'altra opera "enigmatica" di Elgar, "Dorabella Cipher".

#### Variazione 11 - G.R.S.(Allegro molto)
Dedicata a George Robertson Sinclair, energico organista della Cattedrale di Hereford. In particolare, la variazione descrive anche Dan, il bulldog di Sinclair, e una passeggiata dei tre lungo un fiume durante la quale Dan vi sarebbe caduto dentro.

#### Variazione 12 - B.G.N.(Andante)
Dedicata a Basil George Nevinson, violoncellista e "amico devoto" di Elgar. La melodia, contenente un assolo di violoncello, è struggente e ricorda lo stile di Purcell. In seguito, Nevinson ispirò Elgar nello scrivere il suo "Concerto per Violoncello".

#### Variazione 13 - ***(Romanza: moderato)
La mancanza di iniziali rende dubbia ogni identificazione. La melodia include una citazione dell'ouverture "Meeresstille und glückliche Fahrt" (Calma di mare e felice viaggio) di Mendelssohn, che farebbe pensare alla nobildonna Lady Mary Lyon e a Julia H. Worthingson, conosciute durante una crociera verso l'Australia, o a Helen Weaver, fidanzata di Elgar prima che emigrasse in Nuova Zelanda nel 1884. In alcuni punti i timpani ricordano i motori di una nave.

#### Variazione 14 - E.D.U.(Finale: allegro presto)
Dedicata a se stesso: Edoo era l'affettuoso nomignolo utilizzato per lui da sua moglie. Nell'imponente finale vengono ripresi i temi della prima e della nona variazione. La variazione originale era più corta di 100 battute di quella ora suonata: questo perché nel luglio del 1899 August Jaeger, l'amico dedicatario della nona variazione, gli suggerì di ampliarla, e Elgar si trovò d'accordo.

## Altri utilizzi
- Il tema musicale è presente nella colonna sonora del film "Dunkirk", riarrangiato da Hans Zimmer tra le altre varie sue composizioni d'ambientazione, che invece per il resto sono del tutto originali: denominato nella tracklist come "Variations 15", viene impiegato al momento dell'avvistamento delle navi inglesi civili da parte del capitano del molo, sopraggiunte per il salvataggio dei compatrioti. Il lento cambio degli accordi fa assumere al brano una forma corale o di inno: un'atmosfera eterea in forte contrapposizione a tutte le precedenti scene cariche di tensione.

- Il tema musicale è ripreso all'interno della colonna sonora dell'opera cinematografica Matrix. Il brano musicale è chiamato "Clubbed To Death".